# Ivka (cràter)
Ivka és un cràter d'impacte en el planeta Venus de 14,9 km de diàmetre. Porta el nom d'un antropònim serbocroat, i el seu nom va ser aprovat per la Unió Astronòmica Internacional el 1985.